# دانشگاه لافبورو
دانشگاه لافبورو (به انگلیسی: Loughborough University) (مخفف Lough یا Lboro) یک دانشگاه تحقیقاتی دولتی در شهر لافبورو، لسترشر در انگلستان است. این دانشگاه که قبلاً به‌صورت یک مؤسسه بوده‌است و قدمت به آن سال ۱۹۰۹ میلادی می‌رسد، از سال ۱۹۶۶ میلادی به بعد رسماً به‌عنوان یک دانشگاه شناخته می‌شود. درآمد سالانه دانشگاه لافبورو برای سال‌های ۲۰۲۰–۲۰۲۱ برابر با ۳۰۸/۹ میلیون پوند بوده‌است که ۳۵/۵ میلیون پوند از این مبلغ، از طریق کمک‌های مالی و قراردادهای تحقیقاتی حاصل شده‌است.